# Raimond Robaudi
Pour les articles homonymes, voir Roubaud.
Raimond Robaudi (ou Roubaud) fut évêque de Marseille de 1313 à 1319.

## Biographie
En 1309 Raimond Robaudi est prévôt de l’église de Fréjus et devient évêque de Marseille en 1313 à la mort de Durand de Trésémines. Le roi Robert Ier de Naples le chargea en 1314 d’obtenir un délai pour le paiement d’un tribut de 8 000 onces d’or à l’Église car les dépenses de guerre l’empêchaient de l’acquitter au terme convenu.
En 1318 se déroule le procès instruit par l’inquisiteur Michel Monge contre un groupe de vingt-cinq frères mineurs accusés d’adhérer à l’hérésie des Fraticelles, appelés également « spirituels », qui pratiquaient la pauvreté franciscaine et déclaraient que le Christ avait observé la règle de Saint-François. Quatre accusés furent reconnus coupables et condamnés. Le 7 mars 1318 l’évêque dégrade pour hérésie les quatre frères Mineurs qui seront brûlés dans le cimetière des Accoules le 7 mai 1318.
Le 12 septembre 1319 il est nommé archevêque d’Embrun et décède en 1323.